# Joseph d'Audibert de Ramatuelle
Joseph Jacques Cyprien Hippolyte d'Audibert de Ramatuelle, né le 2 avril 1759 à Aix-en-Provence (Bouches-du-Rhône) et mort le 19 octobre 1840 à Saint-Tropez (Var), était un officier de marine français.

## Œuvres
- Joseph d'Audibert de Ramatuelle, Cours élémentaire de tactique navale, dédié à Bonaparte, Paris, 1802[1].
- Boileau et Audibert Ramatuelle fils, Barême général, ou les Comptes faits de tout ce qui concerne les nouveaux poids, mesures et monnaies de la France, Paris, impr. de Cussac, 1803[1].